# 梨形糖果

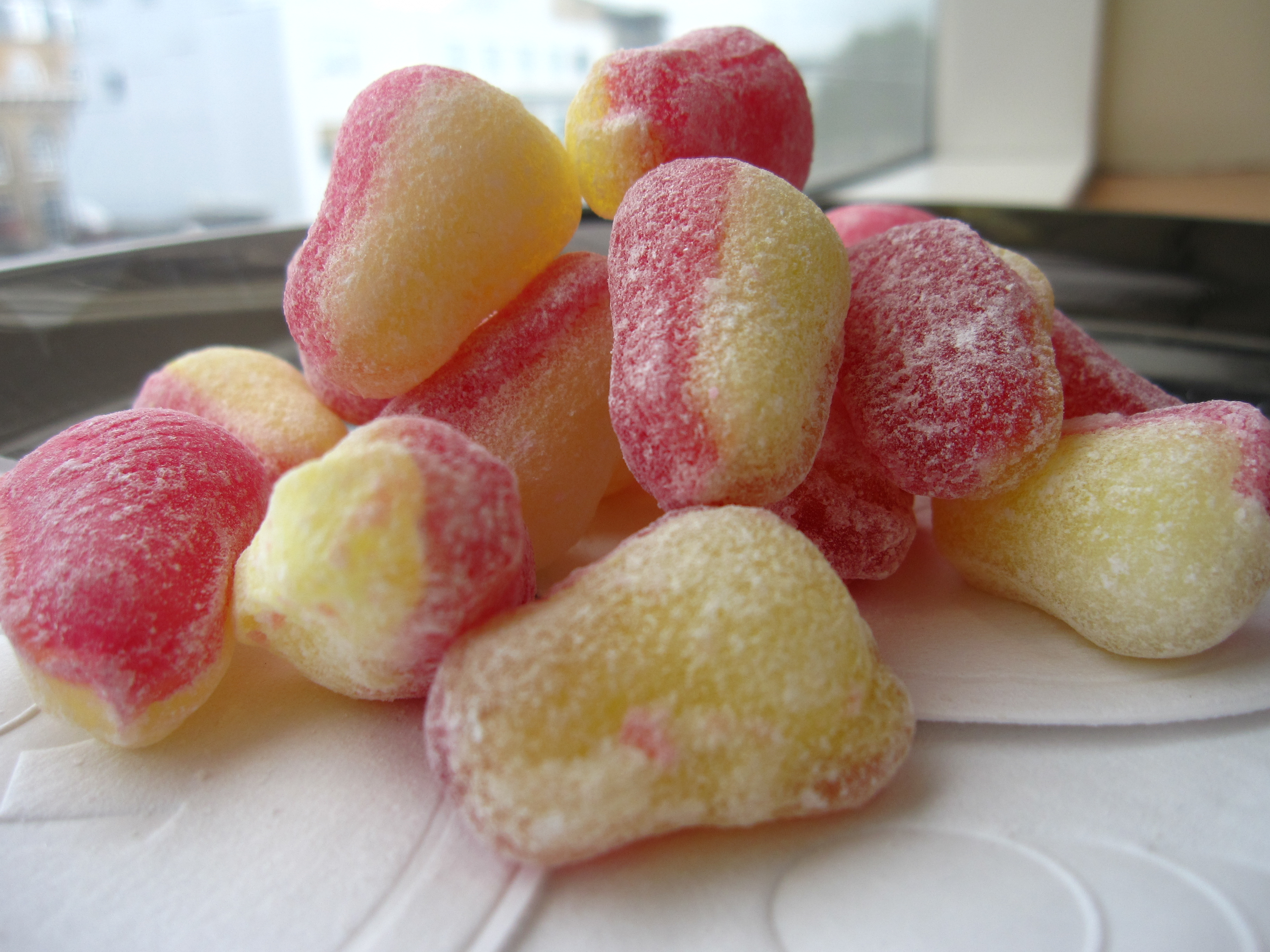
梨形糖果

梨形糖果Pear drops 是英國由糖和香料製成的硬糖。經典梨形糖果一半是粉紅色和一半是黃色，組合成像梨形的縮略。由人工香料乙酸異戊酯和乙酸乙酯組成：前者賦予香蕉的味道，後者是梨的味道。兩者的酯用在許多梨和香蕉味甜食中。